# Franz Ludwig von Zinzendorf
Franz Ludwig Graf von Zinzendorf und Pottendorf (* 23. März 1661; † 17. Juli 1742 in Karlstetten) war ein österreichischer General und Festungskommandant auf Spielberg.

## Biographie
Zinzendorf war ein Sohn Ferdinands von Zinzendorf aus dritter Ehe mit Rebecca Regina Freiin Gienger von Grienpichel.
Seine ersten Kämpfe bestritt Zinzendorf unter Sigbert Heister gegen die Türken und Franzosen. 1696 wurde er zum Titular-Hofkriegsrat ernannt und 1704 zum Oberst befördert. 1706 gehörte Zinzendorf zur kaiserlichen Delegation, die im Auftrag Josephs I. mit Karl XII. wegen der Altranstädter Konvention verhandelte. 1709 wirkte er am Exekutionsrezess mit. 1712 erfolgte seine Ernennung zum Hatschier- und Trabantenhauptmann. Zwischen 1715 und 1717 hatte Zinzendorf die Stellung eines Obersthofmeisters der Erzherzogin Maria Josepha.
1717 wurde er zum kommandierenden General in Mähren und zugleich Kommandanten der Festung Spielberg ernannt. 1724 erfolgte Zinzendorfs Beförderung zum Feldmarschallleutnant. 1741 trat er in hohem Alter in den Ruhestand.
Nach dem Tode seiner Mutter erbte er deren Herrschaft Wasserburg und aus dem Nachlass Montecuccoli 1738 noch den Fideikommiss Enzersfeld. Seit 1728 war er auch Besitzer der Herrschaften Toppel und Karlstetten, die er von den Grafen von Lassberg gekauft hatte. Zinzendorf war mit dem Alchimisten Hulderzopf befreundet.
Er war mit Maria Theresia von Auersberg verheiratet. Die Ehe blieb kinderlos.